# Colniza
Colniza – miasto i gmina w Brazylii, w stanie Mato Grosso.